# Psammoecus serrulatus
Psammoecus serrulatus là một loài bọ cánh cứng trong họ Silvanidae. Loài này được Montrouz miêu tả khoa học năm 1864.